# Schizoprymnus tuberosus
Schizoprymnus tuberosus är en stekelart som beskrevs av Telenga 1941. Schizoprymnus tuberosus ingår i släktet Schizoprymnus och familjen bracksteklar. Inga underarter finns listade i Catalogue of Life.